# Kto, esli ne my
Kto, esli ne my (russisk: Кто, если не мы) er en russisk spillefilm fra 1998 af Valerij Prijomykhov.

## Medvirkende
- Jevgenij Krainov
- Artur Smoljaninov som Tolja
- Valerij Prijomykhov som Gennadij Samokhin
- Ljanka Grju as Irochka
- Tatjana Dogileva